# Bergen (Wang)
Bergen ist ein Kirchdorf und Ortsteil der Gemeinde Wang im Landkreis Freising in Bayern westlich von Moosburg an der Isar und etwa 44 Kilometer von München gelegen.

## Geschichte
Die erste urkundliche Erwähnung von Bergen war im Jahre 722 worin der Ort noch „Perge“ genannt wurde. Später, beim ersten Steuerbuch von 1465 hieß die Ortschaft dann „Pergaren“. Der Name geht darauf zurück, dass der Ort vom Ampertal aus als Ansiedlung auf einem Berg gesehen wurde.

## Nachbarorte
Im Uhrzeigersinn, von Norden beginnend, sind in der Umgebung folgende Orte: Burgschlag, Sixthaselbach, Grub, Murr, Oberambach, Kirchamper, Inkofen, Seeberg und Holzdobl.

## Sehenswürdigkeiten
- Pfarrkirche St. Martin (Pfarrgemeinde Inkofen)

## Freizeit
Im Ort gibt es zahlreiche Vereine. Dazu zählen: Der historische Radfahrverein (RV 1908 Bergen), der Sportverein (SV Bergen), der Krieger- und Soldatenverein (KSV Bergen) und die Spielmannszugfreunde Bergen. Zudem befindet sich in der Nachbarortschaft die Freiwillige Feuerwehr Sixthaselbach.

## Verkehr
Bergen ist per Bus der MVV München über die Buslinie 681 einmal täglich erreichbar. Ansonsten führen durch die Ortschaft zwei Landkreisstraßen, die FS 16 und die FS35. Der nächstgelegene Autobahnanschluss (Bundesautobahn 92) liegt 8 Kilometer südöstlich.